# Stade briochin
 (juillet 2022).
Si vous disposez d'ouvrages ou d'articles de référence ou si vous connaissez des sites web de qualité traitant du thème abordé ici, merci de compléter l'article en donnant les références utiles à sa vérifiabilité et en les liant à la section « Notes et références ».
Maillots
Actualités
Le Stade briochin est un club de football français fondé en 1904 et situé à Saint-Brieuc (Côtes-d'Armor).
Le club a eu le statut professionnel à partir de la saison 1993-1994, jusqu'au 24 mars 1997, date de sa liquidation judiciaire. Saint-Brieuc était alors 13e en championnat de D2.
Le club est présidé et entraîné par Guillaume Allanou. Les matchs à domicile du Stade briochin se déroulent au stade Fred-Aubert.
Le 16 avril 2020, le club est promu en National. À la fin de la saison 2022-2023, le club est rétrogradé en National 2 après avoir terminé 15e du championnat de National.

## Repères historiques

### Création du club en 1904
Le Stade et véloce club briochin naît en 1904 à l'initiative de Joseph Connan qui lance une section football et cyclisme dans la préfecture des Côtes-du-Nord.
C'est alors Guillaume Le Lousse qui s'installe à la présidence.
Huit ans plus tard, le club intègre une section athlétisme et prend le nom de Stade briochin université club avant de devenir simplement le Stade briochin en 1945.
Le Stade briochin obtient rapidement de bonnes performances en Coupe de France.
D'abord lors de l'édition 1921 : après avoir éliminé le Stade lavallois, Saint-Brieuc chute en 16e de finale face au Red Star qui remporte l'épreuve quelques mois plus tard.
Le scénario se reproduit lors de l'édition 1925.

### Les premières accessions en CFA
En championnat, le club briochin évolue longtemps en Division d'Honneur. Il faut attendre 1959 pour voir Saint-Brieuc, sous la houlette de Guy Rouxel, monter en CFA, alors troisième échelon national, mais les Bretons ne s'y maintiennent que trois saisons.
C'est de nouveau en Coupe de France qu'ils font parler d'eux en éliminant l'Olympique de Marseille en 1/16e de finale 1-0) lors de l'édition 1966.
En 8e de finale, ils chutent contre le Racing Club de Strasbourg (5-2), futur vainqueur de l'épreuve.
Nouvelle bonne performance en 1968 avec une victoire en 32e face au FC Lorient avant d'être éliminé par le Angers SCO. Cette même année, avec Georges Bout sur le banc, ils remportent de nouveau le championnat de DH et accèdent pour la deuxième fois en CFA.
Cette fois, ils restent cinq saisons avec, notamment, une 4e place obtenue en 1971.
Mais le Stade briochin redescend en 1973.

### La D2 manquée de peu
La déception s'efface rapidement : en 1973, le président Paul Le Hesran fait appel à un nouvel entraîneur, Pierre Garcia, qui fait immédiatement remonter le Stade briochin dans ce qu'on appelle désormais la Division 3. Le club passe alors neuf saisons à ce niveau, frôlant même la montée en Division 2 par deux fois, en 1979 et en 1980 (les Briochins n'obtiennent respectivement que les 3e et 2e places). À noter, lors des 1/16e de finale de l'édition 1978 de la Coupe de France, la venue à Saint-Brieuc de l'AS Nancy-Lorraine et de ses internationaux Michel Platini, Olivier Rouyer, Philippe Jeannol et Carlos Curbelo. Les Lorrains se qualifient et remportent la coupe cette saison-là. En championnat, le Stade briochin retombe en Division 4 en 1983. Les descentes s'enchaînent alors, jusqu'en Division supérieure régionale en 1988.

### Professionnalisme et fin brutale
C'est à ce moment qu'arrive un nouvel entraîneur. Denis Goavec fait regrimper les échelons au club breton : champion de DH en 1990, de D4 en 1991 (avec à la clef un mémorable 32e de finale de coupe de France contre le Stade lavallois 2-2 et élimination des Griffons 4-5 aux tirs au but alors que Thierry Bernard a la balle de match), et champion de D3 en 1993. Pour la première fois de son histoire, le Stade briochin accède à la D2. Ces ascensions successives se produisent notamment avec quelques joueurs locaux comme Nicolas Carnec, Patrice Carteron, Luis Satorra, Jean-Michel Eouzan ou encore Yannick Le Saux. Ce dernier obtient d'ailleurs le titre de meilleur buteur de D2 dès la première saison briochine à ce niveau. Désormais professionnel, le club prend le nom de Saint-Brieuc-Côtes-d'Armor. Pour un promu, il réalise une très bonne performance, s'approchant régulièrement du podium, pour finalement prendre la 6e place.
La deuxième saison s'avère beaucoup plus difficile. Les Briochins doivent cette fois se passer de Yannick Le Saux, longtemps blessé. Parmi les adversaires du Saint-Brieuc-Côtes-d'Armor cette saison-là : l'Olympique de Marseille et les voisins de l'En Avant de Guingamp, pour la seule confrontation entre les deux clubs costarmoricains dans le football professionnel. En fin de saison, les Briochins sont devancés à la différence de buts par le Angers SCO et redescendent en National. Marc Collat prend alors place sur le banc briochin. Le nouvel entraîneur peut compter sur Yannick Le Saux qui forme une doublette d'attaquants très efficace avec Didier Monczuk (32 buts à eux deux en championnat). Saint-Brieuc finit la saison en tête de son groupe et retrouve immédiatement la D2.
Pour aller chercher le maintien, le club costarmoricain réalise alors un recrutement mêlant joueurs d'expérience (Pierre-Yves David et Joël Cloarec notamment) et jeunes espoirs (Robert Malm, Christophe Le Grix, Edvin Murati). Cette équipe obtient de bons résultats et à la fin de l'hiver, semble déjà proche de remplir son objectif. Malheureusement, le Saint-Brieuc-Côtes-d'Armor ne peut terminer sa troisième saison à ce niveau. En raison d'un déficit de 7 millions de francs, le club est placé en liquidation judiciaire et est automatiquement disqualifié. Le football professionnel s'arrête brutalement à Saint-Brieuc le 24 mars 1997. Trois jours avant, le club avait disputé son dernier match en D2 : pour le compte de la 32e journée, les Briochins avaient obtenu le nul, 0-0, à Fred-Aubert, contre Louhans-Cuiseaux.

### Un nouveau départ
À l'été 1997, le Stade briochin reprend donc son histoire en CFA 2. De 2002 à 2005, il parvient même à retrouver le CFA avec à sa tête Pierre-Yves David comme entraineur. Ensuite, le club régresse jusqu'à descendre en Division supérieure élite en 2011. Le jeune président Guillaume Allanou fait alors appel à un nouvel entraîneur : Sylvain Didot. Il fait remonter le club en DH dès l'année suivante puis enchaîne sur une accession en CFA 2. Cela faisait cinq ans que le Stade briochin n'avait pas joué à ce niveau. Pourtant, les Costarmoricains parviennent à jouer le haut de tableau, terminant 3e en 2014, puis 5e en 2015. Lors de la saison suivante, le Stade briochin affronte, pour la première fois depuis 18 ans, un club professionnel en match officiel : le 5 décembre 2015, il élimine en effet le Stade brestois (Ligue 2) lors du huitième tour devant près de 5 000 personnes (4 397 entrées payantes), en l'emportant 2-0. À l'issue de la saison 2015-2016 (au cours de laquelle le club termine 4e), le Stade briochin change de président puisque Jérôme Camard succède à Guillaume Allanou. À cette occasion, le nouvel homme fort du club annonce des objectifs ambitieux : "Atteindre le National le plus rapidement possible".
Le 29 avril 2017, en dominant La Flèche 2-0, le Stade briochin obtient le titre de champion de CFA 2 et remonte au quatrième niveau national, douze ans après l'avoir quitté. Le 13 mai 2017, devant plus de 2 800 personnes, le Stade Briochin fête son titre contre Dinan-Léhon (1-1).
Pour la saison suivante, le club annonce un changement d'entraîneur : après six années sur le banc briochin, Sylvain Didot quitte le club et est remplacé par l'ancien président, Guillaume Allanou au poste de manager général, assisté de Maxime d'Ornano comme entraîneur. Pour son retour en quatrième division nationale, le Stade Briochin joue tout de suite le haut du tableau. Il termine la saison 2017-2018 à la 2e place de son groupe derrière Le Mans FC et atteint les seizièmes de finales de la Coupe de France, éliminé par le RC Lens (L2) sur le score de 1-0 devant près de 6 500 spectateurs, après avoir éliminé Pommerit-Le-Merzer (R3), Plaintel (R2), Kourou (R1 Guyane), Laval (National) et  Vannes OC (N3)
La saison suivante démarre plus difficilement. Après douze journées, le Stade briochin ne pointe qu'à la 10e place. Mais grâce à une belle série en début de phase retour, le club costarmoricain se mêle de nouveau à la lutte pour la montée, mais échoue finalement à la 4e place. La saison 2019-2020 est la bonne pour le retour du Stade briochin au troisième niveau national. Après une bonne phase aller, les Griffons se placent à mi-saison parmi les prétendants. Lorsque les championnats sont interrompus en raison de la pandémie de Covid-19, Saint-Brieuc reste sur sept victoires et un nul. Les Briochins viennent alors de s'emparer de la tête du championnat. Le 16 avril 2020, le comité exécutif de la FFF décide de mettre à terme à l'ensemble de ses compétitions et de fixer les classements selon le quotient nombre de points obtenus / nombre de matchs joués. Le Stade briochin remonte alors officiellement en National. Cela faisait vingt-quatre ans que le club de Saint-Brieuc n'avait pas atteint ce niveau.
En 2020-2021, Saint-Brieuc obtient facilement son maintien en National et se classe 10e du championnat à la fin de la saison, avec 10 victoires, 13 nuls et 11 défaites puis, pour la saison 2021-2022, 7e (14 victoires, 10 nuls, et 10 défaites). À la fin de la saison 2022-2023, le club est rétrogradé en National 2 après avoir terminé 15e du championnat de National.
En 2025, le Stade Briochin se qualifie pour les quarts de finale de la Coupe de France où il affronte le Paris Saint Germain pour la première fois de son histoire, après avoir battu Le Havre (L1) en 32e, Annecy (L2) en 16e, et Nice (L1) en 8e de finale,. Le club remonte en National en fin de saison.

## Palmarès
| Championnats nationaux | Coupes nationales |
| --- | --- |
| - Championnat de France de Ligue 2 - Meilleure performance : 6e en 1994. - Championnat de France de National - Vice-champion : 1996 (1er du groupe A). - National 2 (ou Championnat de France amateur) - Vainqueur du groupe B en 2020. - Vainqueur du groupe B en 2025. - National 3 (ou Championnat de France amateur 2) - Vainqueur du groupe A et vainqueur du championnat : 2017. Anciennes compétitions - Championnat de France de Division 3 - Vainqueur du groupe Ouest en 1993. - Championnat de France de Division 4 - Vainqueur du groupe D en 1991. | - Coupe de France - Meilleure performance : Quart de finale en 2025. - Coupe de la Ligue - Meilleure performance : 1/16 de finale en 1995. Anciennes compétitions - Coupe de la Ligue : - Meilleure performance : 1er tour en 1994. |

| Compétitions de jeunes | Compétitions régionales |
| --- | --- |
| - Coupe Gambardella - Meilleure performance : 1/4 de finale en 1966. - Coupe de Bretagne U19 - Finaliste : 2016. - Championnat DH Bretagne U17 (1) - Champion : 1993. - Championnat DH Bretagne U15 (1) - Champion : 1995. | - Championnat de l'Ouest / Championnat DH Bretagne (5) - Champion : 1959, 1968, 1974 et 1990 et 2013. - Vice-champion : 1956. - Coupe de Bretagne - Finaliste : 2017 (équipe réserve) - Finaliste : 1992 Trophées et distinctions - Classements LFP - Meilleur buteur de Division 2 (1) - Yannick Le Saux (1994) - Distinctions France Football - Entraîneur de Division 2 de l'année (1) - Denis Goavec (1993) |

### Bilan sportif
Dernière mise à jour : 27 mai 2024
| Compétitions actuelles | Saisons | MJ  | V   | N   | D   | BP  | BC  | Diff |
| ---------------------- | ------- | --- | --- | --- | --- | --- | --- | ---- |
| Ligue 2                | 3       | 126 | 38  | 31  | 57  | 123 | 151 | -28  |
| National               | 4       | 125 | 48  | 47  | 30  | 156 | 121 | +35  |
| National 2 (CFA)       | 7       | 205 | 93  | 53  | 85  | 302 | 320 | -18  |
| National 3 (CFA 2)     | 12      | 344 | 129 | 103 | 112 | 469 | 430 | +39  |

| Anciennes compétitions | Saisons | MJ  | V   | N   | D   | BP  | BC  | Diff |
| ---------------------- | ------- | --- | --- | --- | --- | --- | --- | ---- |
| CFA (1935-1971)        | 5       | 132 | 42  | 38  | 52  | 156 | 190 | -34  |
| Division 3             | 14      | 416 | 144 | 115 | 157 | 515 | 567 | -52  |
| Division 4             | 4       | 104 | 48  | 25  | 31  | 162 | 137 | +25  |

## Identité

### Couleurs
Lors de sa création en 1904, le Stade briochin reprend le jaune et le bleu des couleurs de la ville.

### Logos
Depuis 2010, le club possède un nouveau logo reprenant les traits de caractère de celui d'origine, mais oubliant les hermines et en y ajoutant la couleur jaune de manière dominante.

Ancien logo
Ancien logo
Logo actuel (depuis 2010).

## Stades

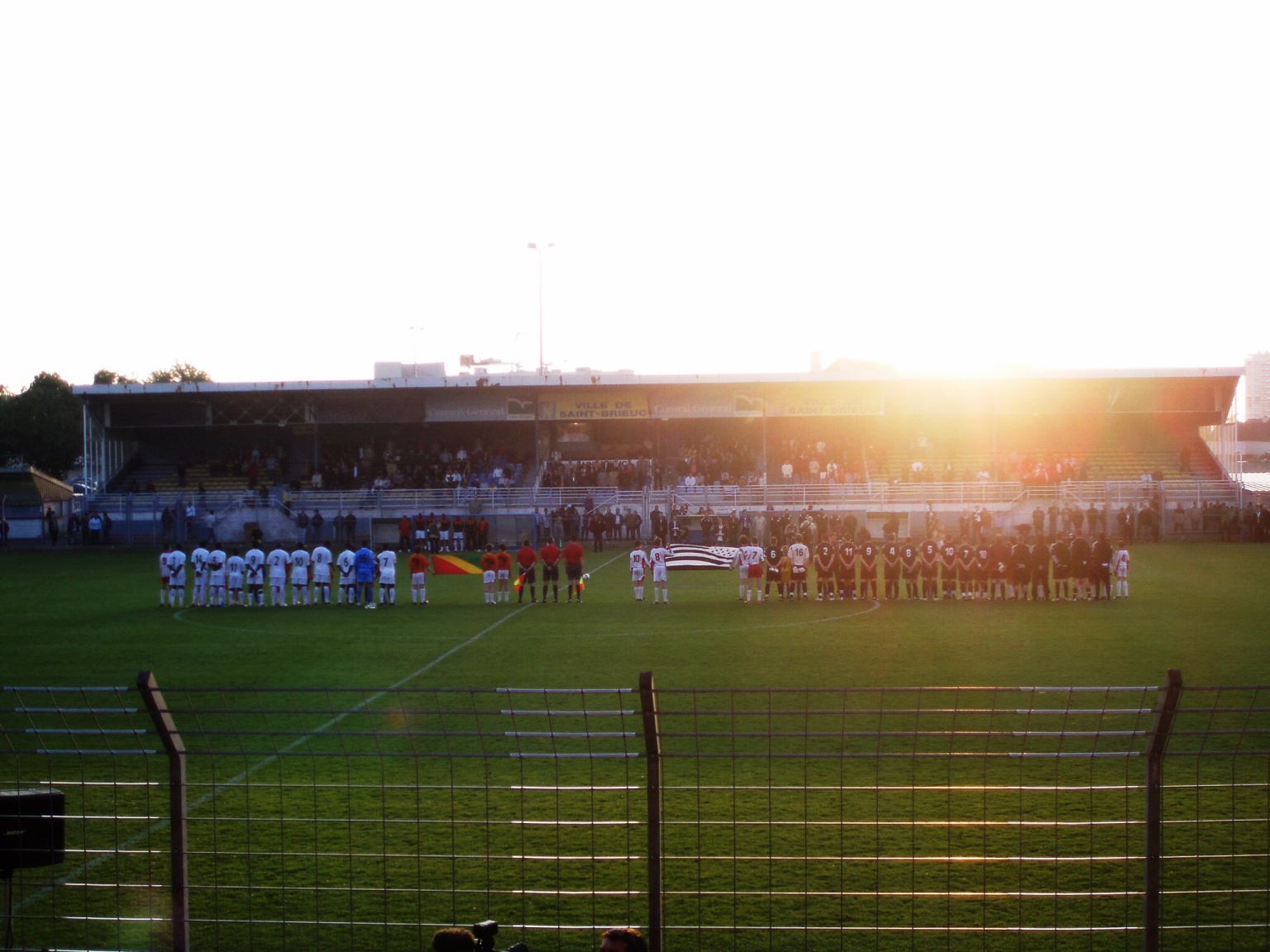
Match Bretagne-Congo en 2008

L'équipe première masculine joue ses matchs au stade Fred-Aubert (du nom de l'ancien président du Stade briochin, mort au front en mai 1940 dans les Ardennes). Le stade comprend un terrain principal de pelouse naturelle et deux terrains annexes. Il est situé au croisement de la rue Joseph-Le Brix et de la rue Anatole-France, à Saint-Brieuc.
Lors des années fastes du club, le stade subit une légère rénovation avec la création d'une butte et d'une tribune en bois derrière les buts. À cette période, un projet de modernisation est évoqué mais il reste sans suite à cause des déboires financiers du club.

## Personnalités

### Entraîneurs
| Nom                           | Période                    |
| ----------------------------- | -------------------------- |
| Jean Courteaux                | 1962-1965                  |
| André Sorel                   | 1965-1967                  |
| Georges Bout                  | 1967-1972                  |
| Michel Santier / Ramon Muller | 1972-1973                  |
| Pierre Garcia                 | 1973-1979                  |
| Claude Petyt                  | 1979-1981                  |
| Paul Sohier / Ian Bolton      | 1981-1983                  |
| Jean-Pierre Brucato           | 1983-1985                  |
| Denis Jouanne                 | juillet 1985-décembre 1985 |
| Denis Goavec                  | 1988-1994                  |
| Jean-Yves Chay                | 1994-1995                  |
| Marc Collat                   | 1995-mars 1997             |
| Pierre-Yves David             | 1999-mars 2005             |
| Denis Goavec                  | 2005-2007                  |
| Sylvain Didot                 | 2011-2017                  |
| Guillaume Allanou             | 2017-2018                  |
| Maxime d'Ornano               | 2018-2021                  |
| Didier Santini                | juin 2021-septembre 2022   |
| Karim Mokeddem                | octobre 2022-2023          |
| Roland Vieira                 | 2023-janvier 2024          |
| Guillaume Allanou             | depuis janvier 2024        |